# Télychien
Stratigraphie
Aéronien Sheinwoodien
Wenlock
Le Télychien est le troisième étage du Silurien, dans l'ère paléozoïque. Précédée de l'Aéronien et suivie du Sheinwoodien, cette subdivision de la série géologique du Llandovery s'étend de 438,5 ± 1,1 à 433,4 ± 0,8 millions d'années,.

## Nom
Le Télychien a été nommé en référence au village de Pen-Ian-Telych, au Pays de Galles.

## Stratigraphie
| Système                                            | Série      | Étage        | Âge (Ma)       |
| -------------------------------------------------- | ---------- | ------------ | -------------- |
| Dévonien                                           | Inférieur  | Lochkovien   | plus récent    |
| Silurien                                           | Pridoli    | Pridoli      | 423.0 – 419.62 |
| Silurien                                           | Ludlow     | Ludfordien   | 425.0 – 423.0  |
| Silurien                                           | Ludlow     | Gorstien     | 426.7 – 425.0  |
| Silurien                                           | Wendock    | Homérien     | 430.6 – 426.7  |
| Silurien                                           | Wendock    | Sheinwoodien | 432.9 – 430.6  |
| Silurien                                           | Llandovery | Télychien    | 438.6 – 432.9  |
| Silurien                                           | Llandovery | Aéronien     | 440.5 – 438.6  |
| Silurien                                           | Llandovery | Rhuddanien   | 443.1 – 440.5  |
| Ordovicien                                         | Supérieur  | Hirnantien   | plus ancien    |
| Subdivisions du Silurien d'après l'ICS, août 2018. |            |              |                |

La base du Télychien est située au-dessus de la dernière occurrence du brachiopode Eocoelia intermedia et en dessous de la première occurrence de l'espèce Eocoelia curtisi. Le point stratotypique mondial (PSM) du Télychien, définissant la limite avec l'étage inférieur, l'Aéronien, est localisé dans une partie de la coupe de la route de Cefn-cerig, au Pays de Galles (51° 58′ 12″ N, 3° 47′ 24″ O). Le PSM est situé 31 m en dessous du sommet de la Formation Wormwood,.